# Brusimpiano
Brusimpiano är en ort och kommun i provinsen Varese i regionen Lombardiet i Italien. Kommunen hade 1 202 invånare (2018).